# ABrowse
ABrowse je nativní webový prohlížeč operačního systému Syllable založený na WebKitu, v minulosti na KHTML. Byl vytvořen v roce srpnu 2001, tehdy pro operační systém AtheOS. Také to byl první prohlížeč mimo Linux, který využíval KHTML, jehož port komunikoval s GUI systému přes QT wrapper.
Od vydání Syllable 0.6.4 používá ABrowse WebKit.